# Velvet (série télévisée)
Pour les articles homonymes, voir Velvet.
Velvet Colección
Velvet (titre original : Galerías Velvet) est une série télévisée espagnole, créée par Ramón Campos et diffusée entre le 17 février 2014 et le 21 décembre 2016 sur Antena 3,. Avec une moyenne de quatre millions de téléspectateurs par épisode en Espagne, elle est l'une des séries les plus vues du pays.
En France, la série est diffusée depuis le 3 août 2014 sur Téva,,. La série est rediffusée en clair à partir du 2 janvier 2016 sur M6, mais rencontre des audiences décevantes, poussant a chaîne à déprogrammer la série en cours de saisons 1 et 2.
Le final de la saison 4 en Espagne a lieu le 21 décembre 2016, par le biais du direct entre les acteurs et les téléspectateurs.
En France, le groupe M6 décide de ne pas acquérir les droits des saisons 3 et 4. Face à cette décision, l'éditeur de DVD choisit de sortir la fin de la série en version originale sous-titrée.
Les créateurs de la série ont décidé de faire une suite à la série haute-couture avec le spin-off : Velvet Colección dont les premières images sont dévoilées en juillet 2017.

## Distribution

### Acteurs principaux
- Paula Echevarría (VFB : Sophie Frison) : Ana Ribera
- Aitana Sánchez-Gijón : Blanca Soto
- Manuela Velasco (VFB : Maia Baran)[14] : Cristina Otegui
- Cecilia Freire (VFB : Stéphane Flamand) : Rita Montesinos
- Marta Hazas (VFB : Myriem Akheddiou) : Clara Montesinos
- Adrián Lastra (VFB : Pierre Le Bec) : Pedro Infantes
- Javier Rey (VFB : Alexandre Crépet) : Mateo Ruiz Lagasca
- Miriam Giovanelli (VFB : Claire Tefnin) : Patricia Márquez
- José Sacristán : Emilio Lopez
- Asier Etxeandia : Raúl de la Riva (récurrent saison 1, principal depuis la saison 2)
- Diego Martín : Enrique Otegui (récurrent saison 1, principal depuis la saison 2)
- Llorenç González : Jonás Infantes (principal depuis la saison 2)
- Peter Vives : Carlos Alvarez (invité saison 1, principal saison 2 et 4, récurrent saison 3)
- Francesco Testi : Marco Cafiero (récurrent saison 3, principal saison 4)

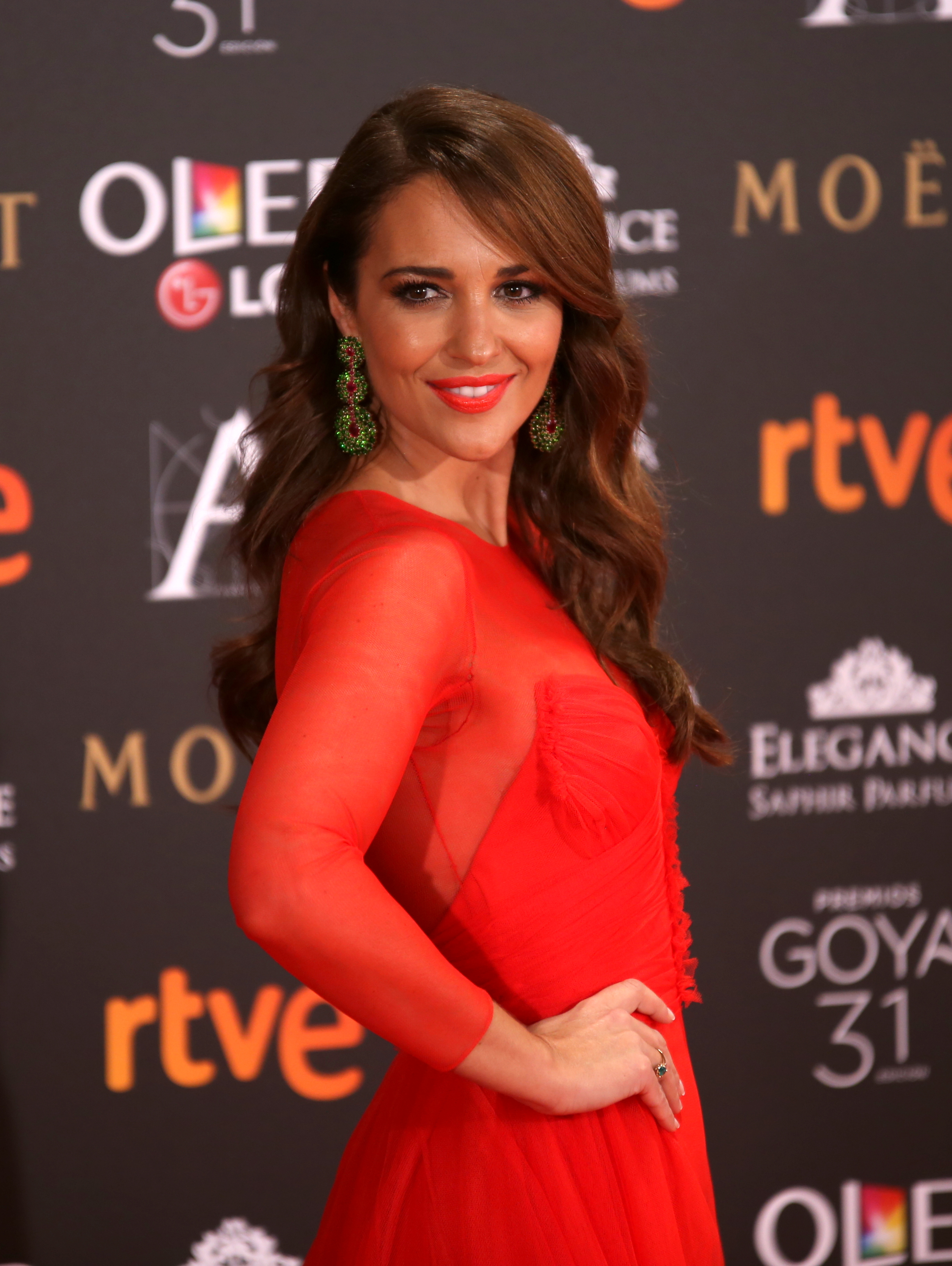
Paula Echevarría interprète de Ana Ribera
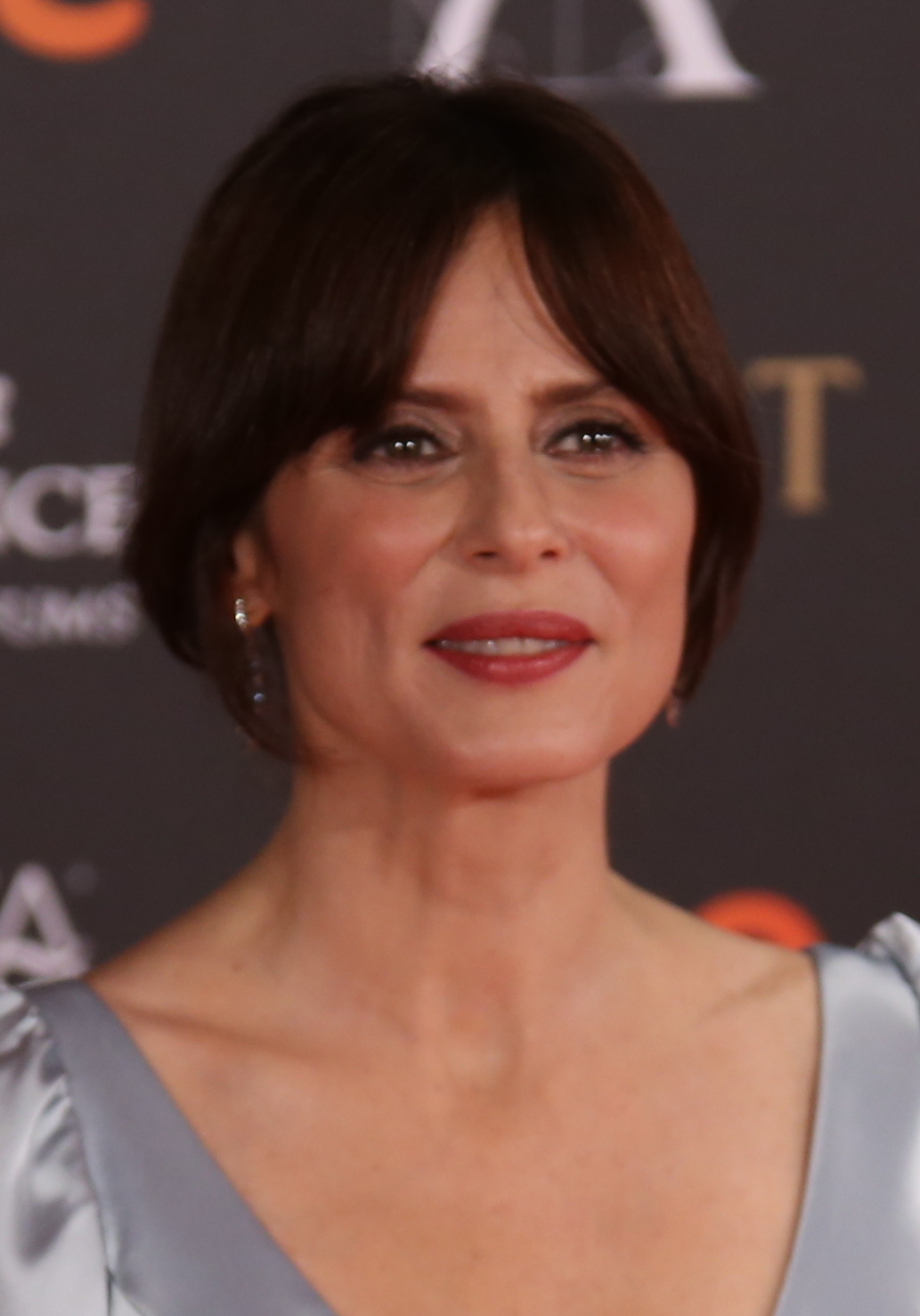
Aitana Sánchez-Gijón interprète de Blanca Soto
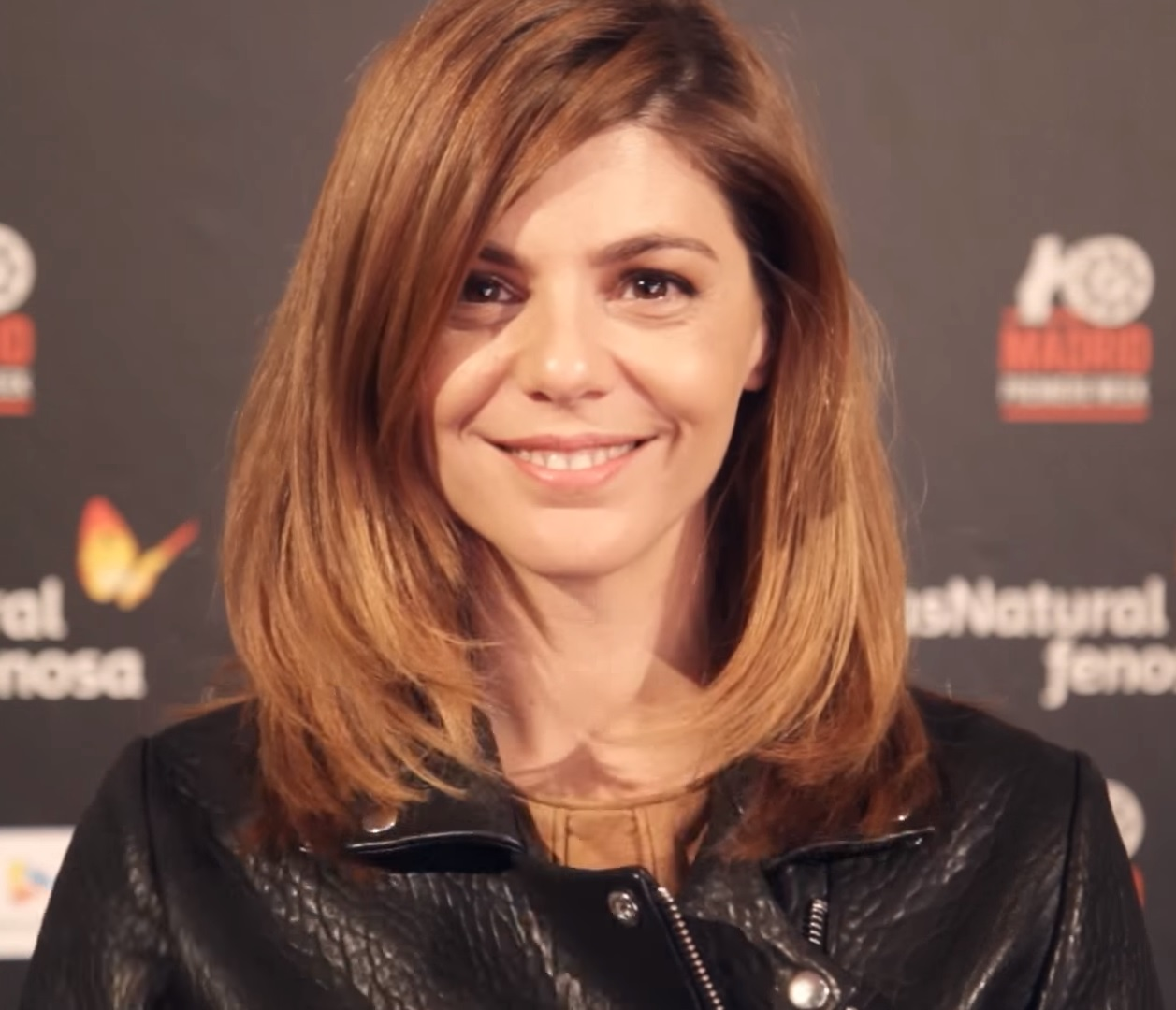
Manuela Velasco interprète de Cristina Otegui
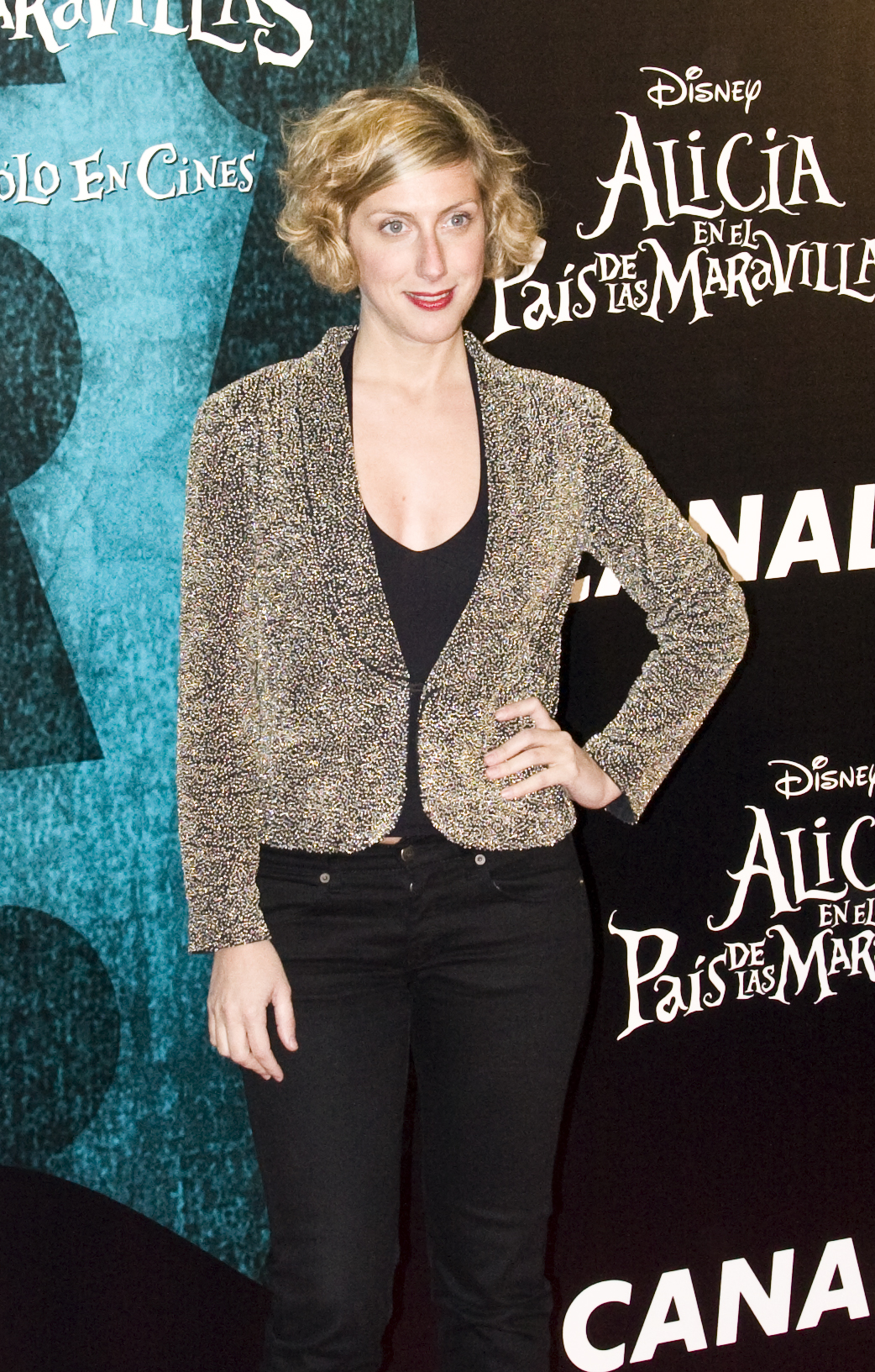
Cecilia Freire interprète de Rita Montesinos
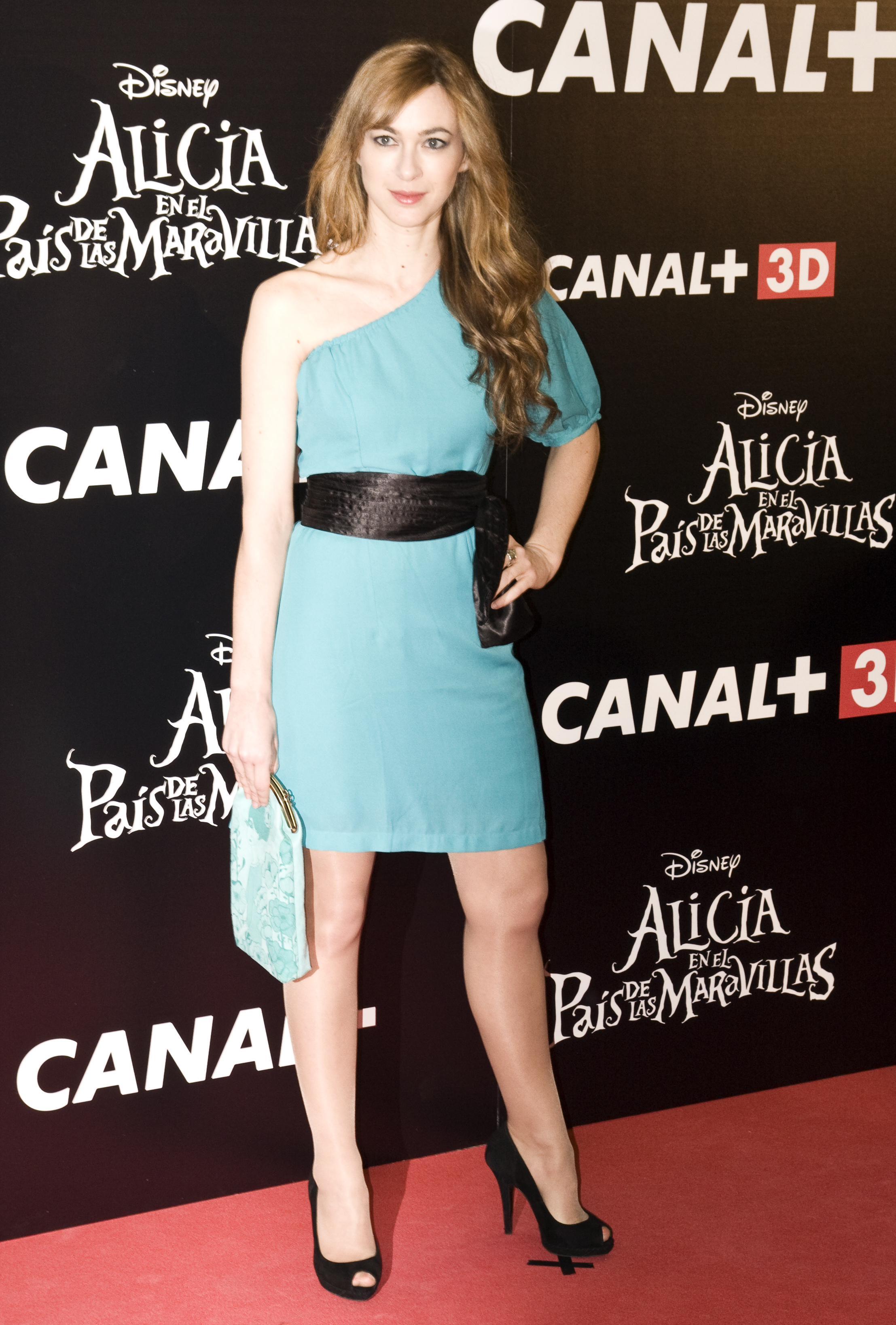
Marta Hazas interprète de Clara Montesinos
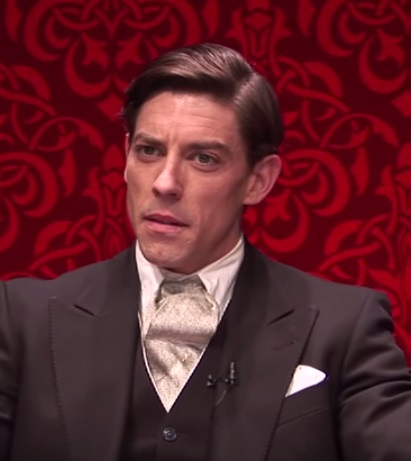
Adrián Lastra interprète de Pedro Infantes
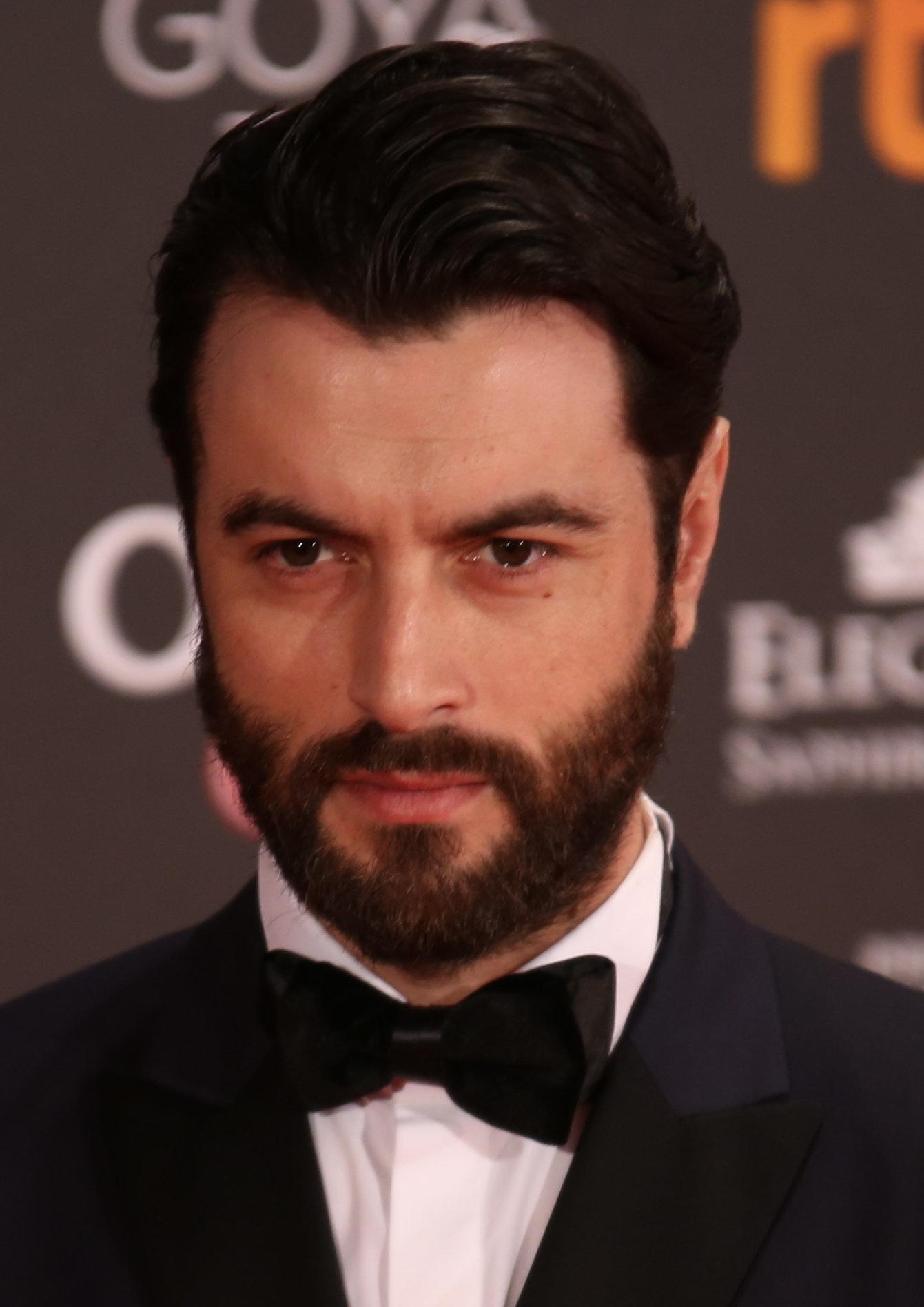
Javier Rey interprète de Mateo Ruiz Lagasca
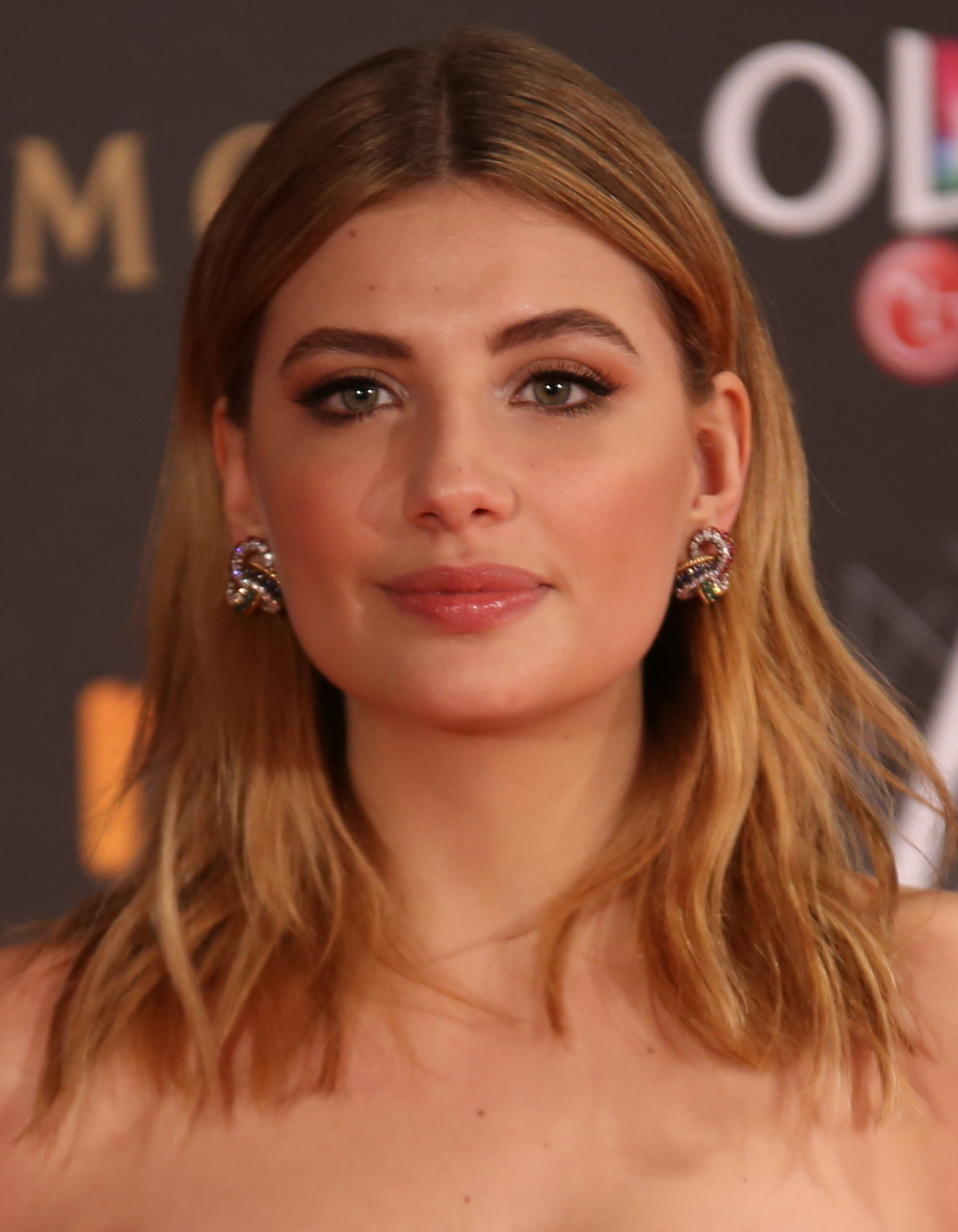
Miriam Giovanelli interprète de Patricia Márquez
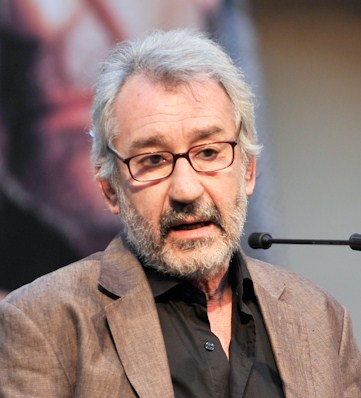
José Sacristán interprète de Emilio Lopez
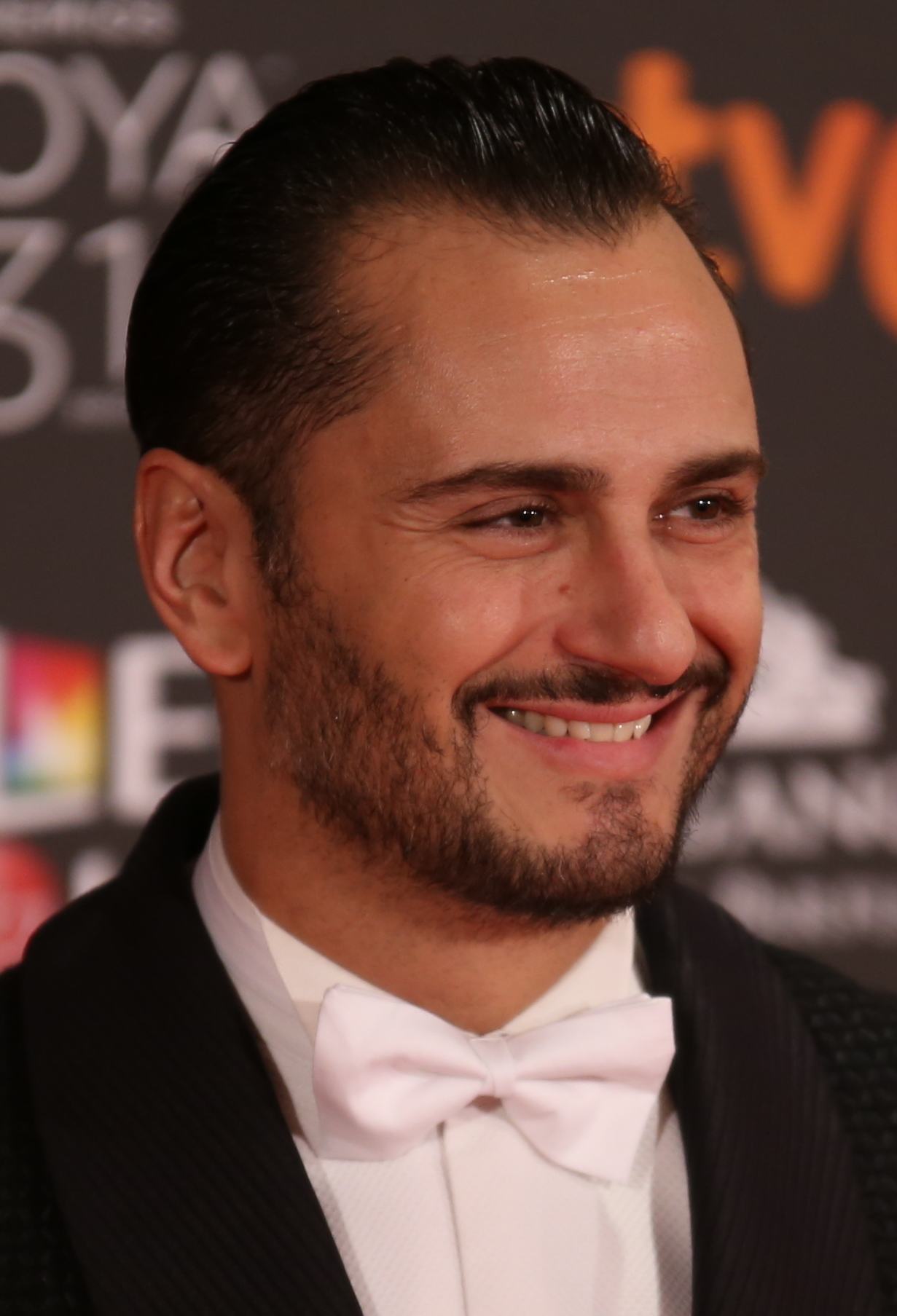
Asier Etxeandia interprète de Raul de la Riva
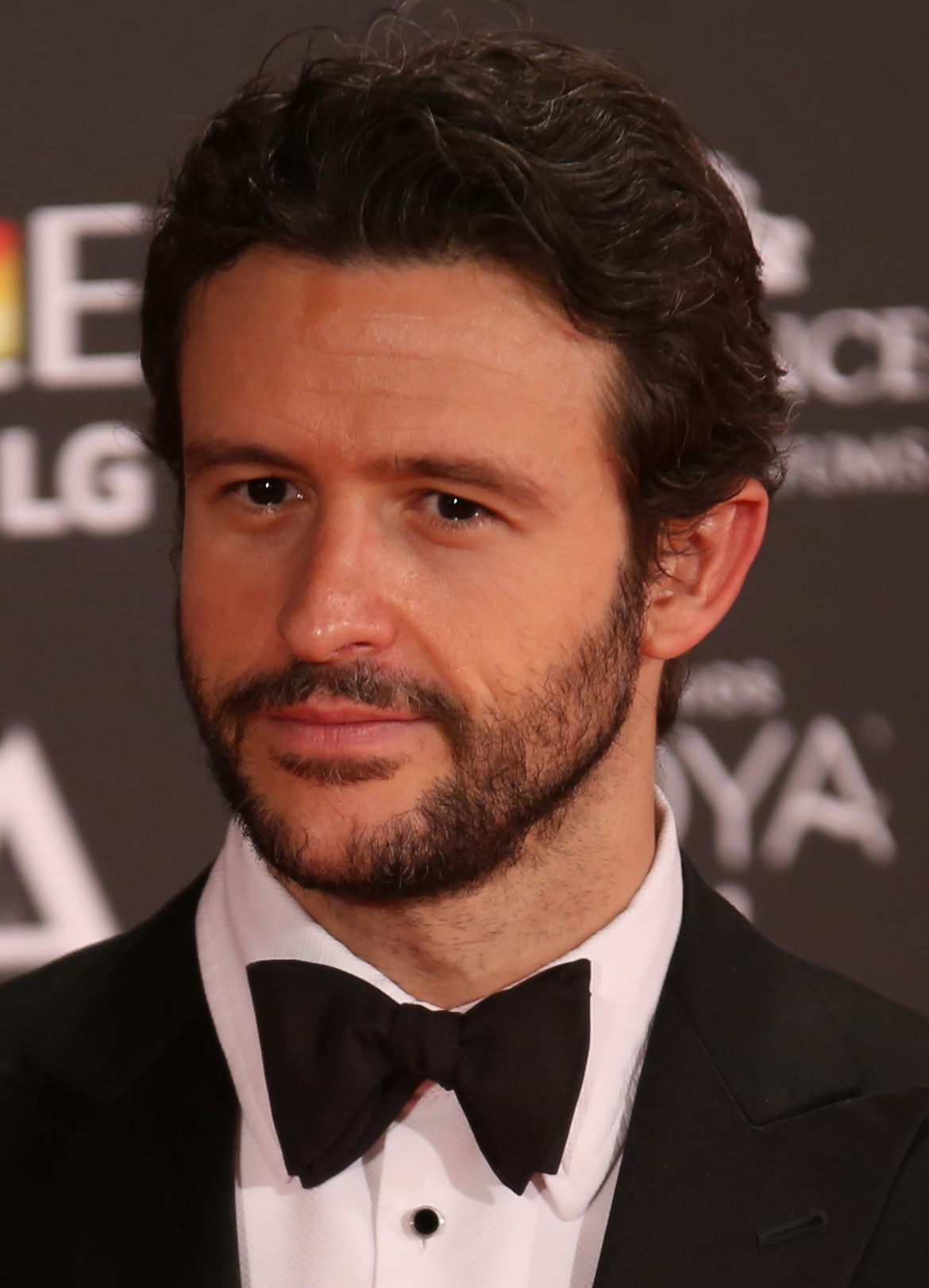
Diego Martín interprète de Enrique Otegui
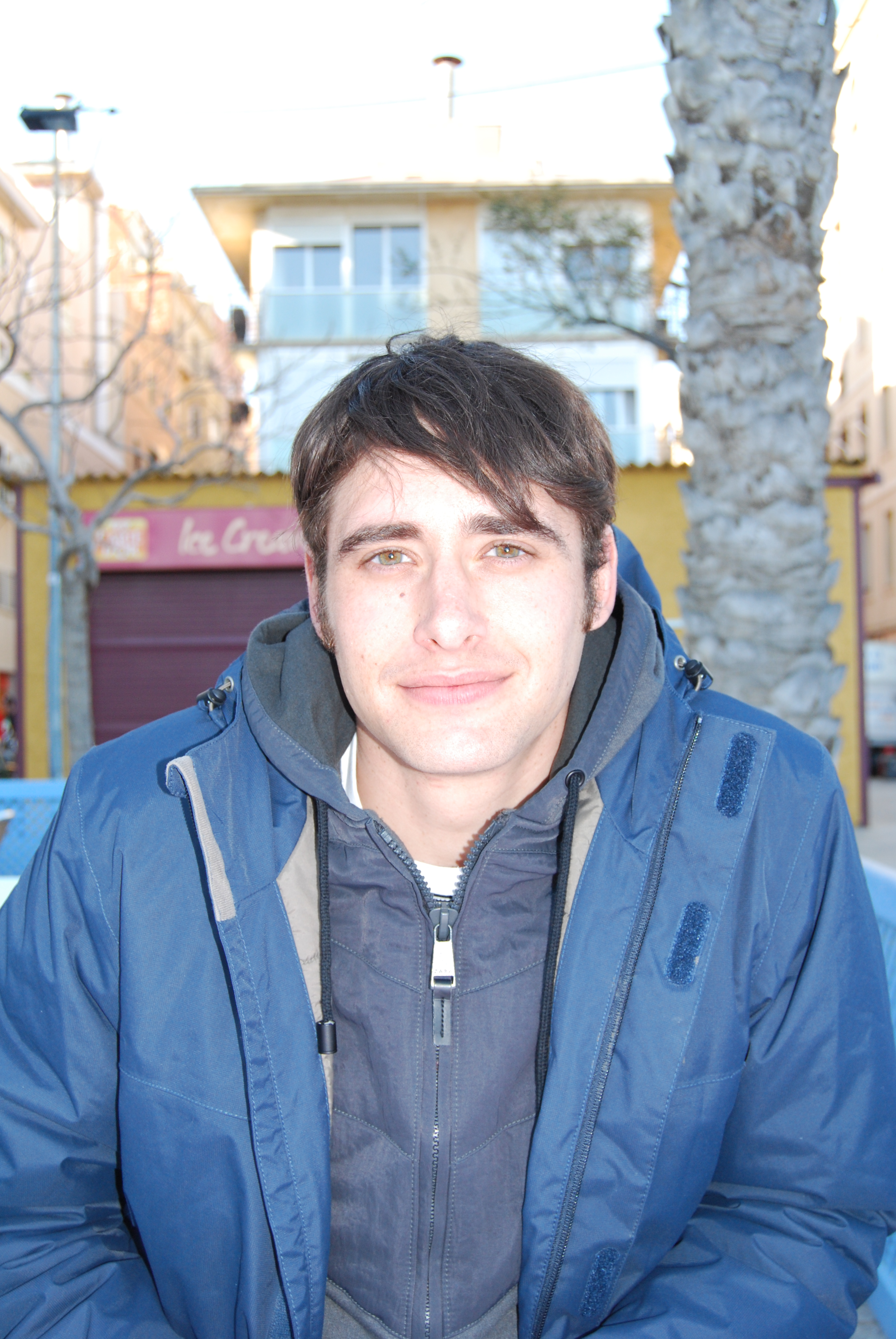
Llorenç González interprète de Jonas Infantes

#### Anciens acteurs principaux
- Miguel Ángel Silvestre (VFB : Pierre Lognay) : Alberto Márquez (principal saison 1 à 3, récurrent saison 4)
  - Santiago Diaz[15] : Alberto Márquez (enfant) (récurrent saison 1 à 3)
- Manuela Vellés : Luisa Gijón (principal saison 1 à 2, invitée saison 3)
- Amaia Salamanca (VF : Barbara Beretta) : Bárbara de Senillosa (récurrent saison 1, principal saison 2 et 3, invitée saison 4)
- Charlotte Vega : Lucía Márquez (principal saison 3)
- Ángela Molina : Isabel Navarro vda. de Márquez (invitée saison 1 et 3, principal saison 2)
- Natalia Millán : Gloria Campos (principal saison 1, invitée saison 1 et 2)
- Maxi Iglesias : Maximiliano "Max" Expósito (principal saison 1 et 2)
- Sara Rivero : Carmen Soto (principal saison 1)
- Paula Gonzalez : Ana Ribera (enfant) (récurrent saison 1 à 3)

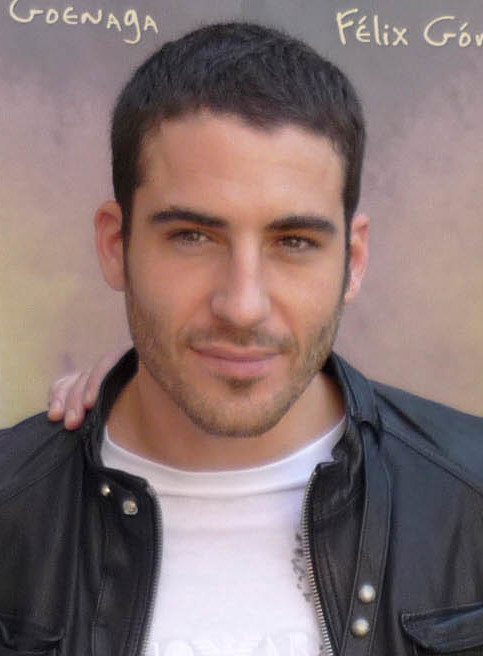
Miguel Ángel Silvestre interprète de Alberto Márquez
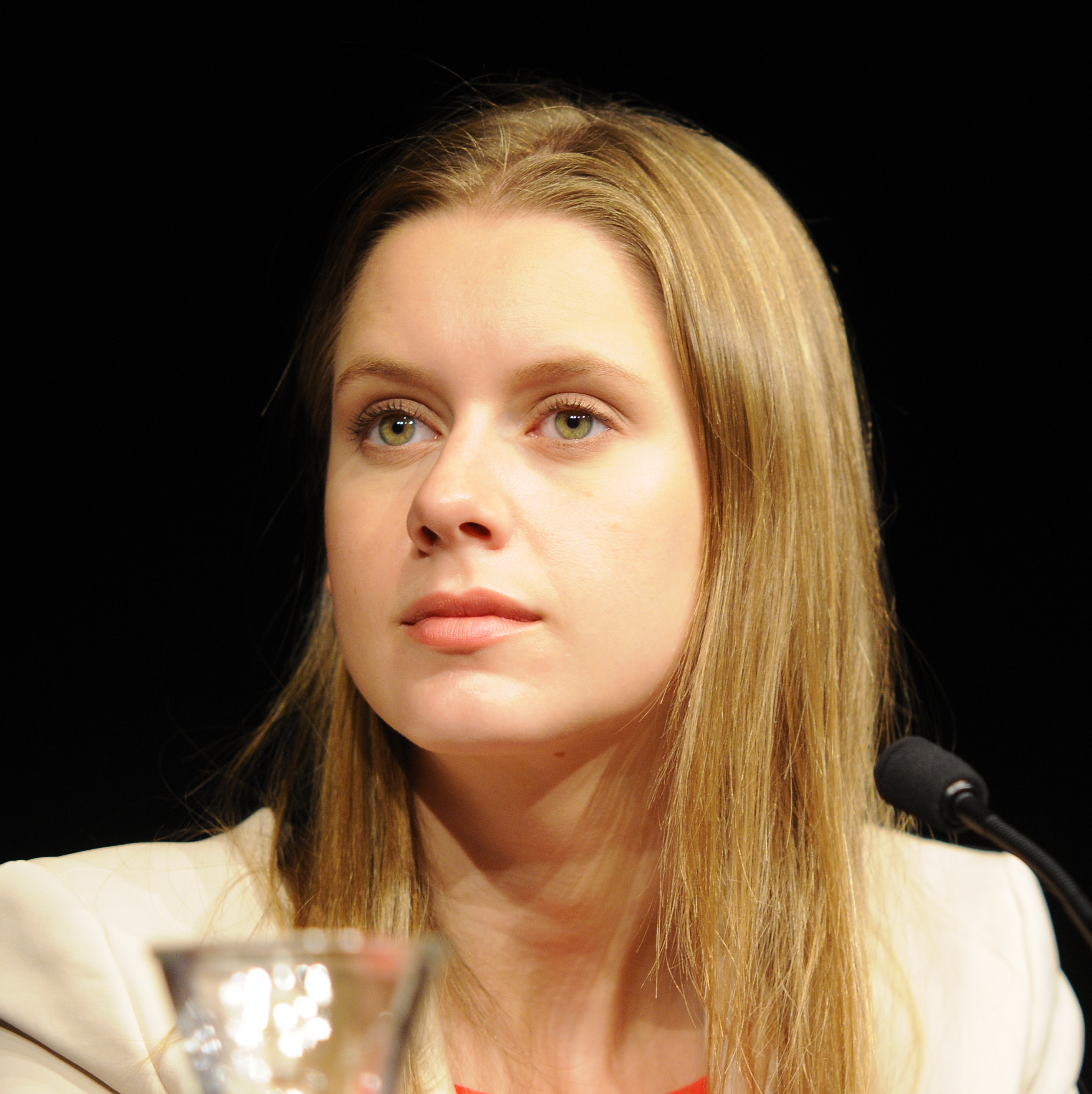
Manuela Vellés interprète de Luisa Rivas
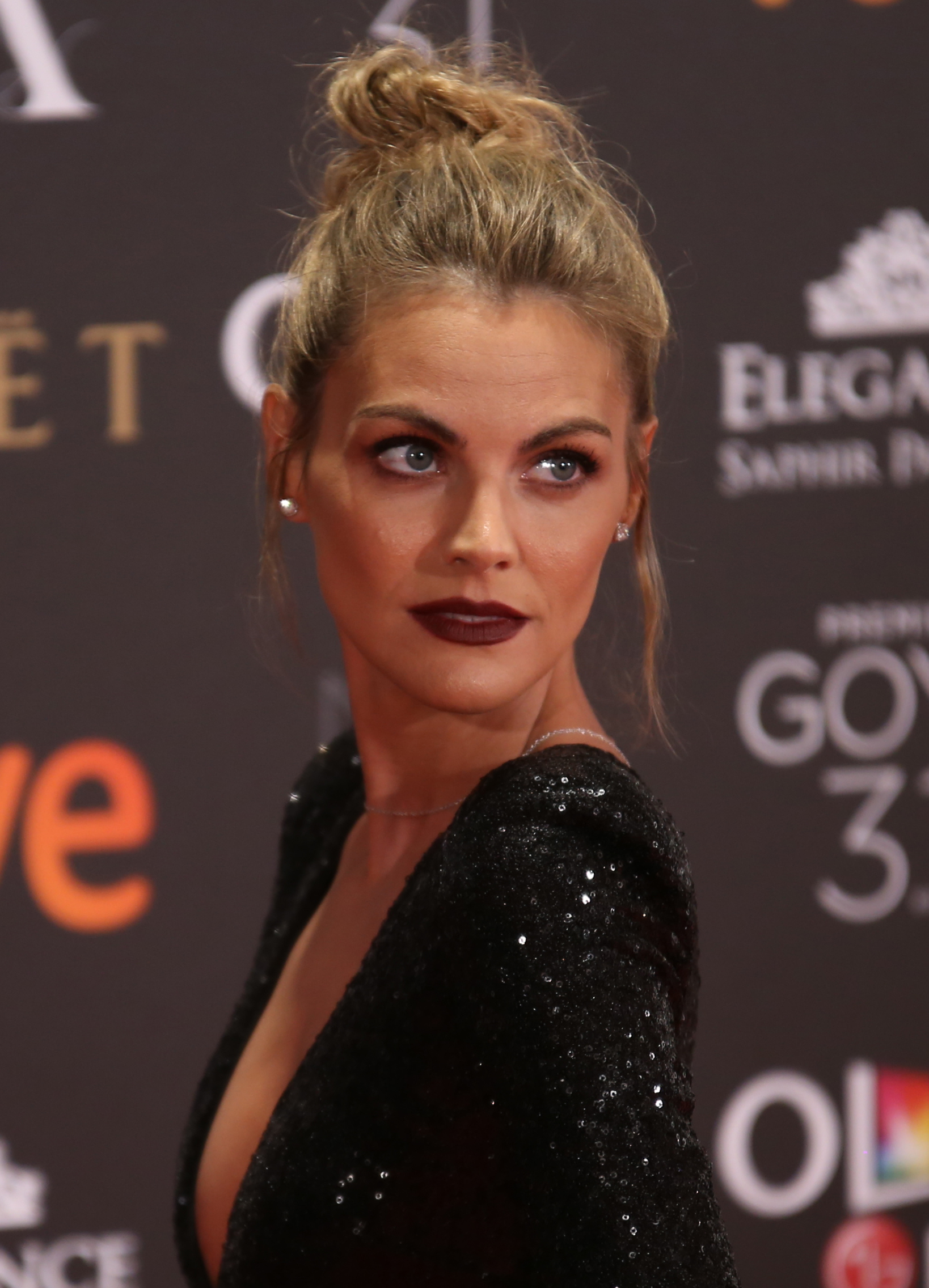
Amaia Salamanca interprète de Barbara de Senillosa
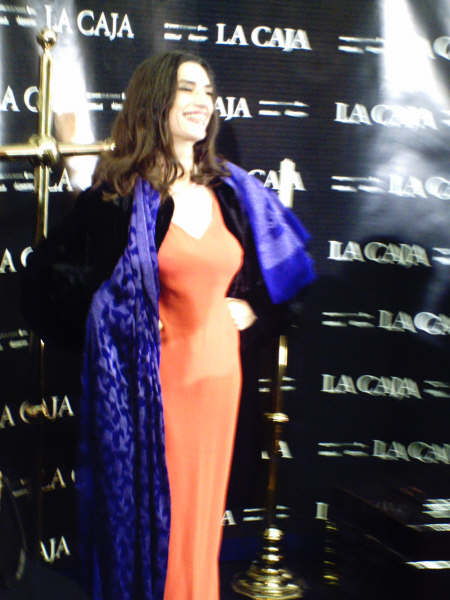
Ángela Molina interprète de Isabel Navarro vda. de Márquez
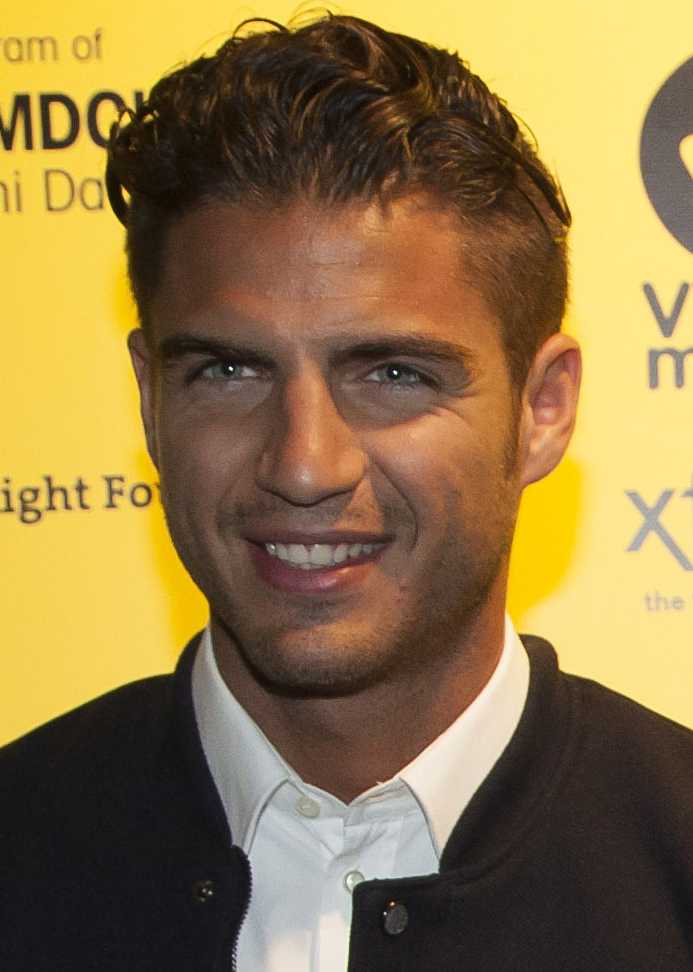
Maxi Iglesias interprète de Maximiliano "Max" Exposito

### Acteurs récurrents et invités
- Pep Munné : Gerardo Otegui (saison 1 et 2)
- Ugarte Eva (VFB : Ethel Houbiers) : Rosa María "Rosamari" Blázquez (saison 1 et 2)
- Ginés García Millán : Esteban Márquez Encinas (saison 1 à 3)
- Juana Acosta (VFB : Sandrine Henry) : Sara Ortega (saison 2 et 3)
- Concha Velasco : Petra Alcalde Vargas (saison 4)
- Tito Valverde : Rafael Márquez (épisodes 1 et 2, saison 1)
- Juan Ribó (es) : Francisco (épisodes 1 à 8, saison 1)
- Gorka Otxoa : Valentin Alcocer (saison 3 et 4)
- Aitor Luna : Humberto Santamaría (saison 4)

Source Vf sur RS Doublage.

## Épisodes

### Première saison (2014)
1. Main de fer et gant de velours
2. Le testament
3. Raison et sentiments
4. Les amants maudits
5. Double jeu
6. Le cadeau d'anniversaire
7. Paris ne dort jamais
8. Baisers volés
9. Amours et désamours
10. Le grand jour
11. Des lendemains qui déchantent
12. La visite
13. Mariage au bord de la crise de nerfs
14. Mensonges et conséquences
15. Une nuit mouvementée

Synopsis :
Alberto Márquez hérite des galeries Velvet après le suicide de son père, Don Rafael. Il apprend que l’entreprise est en faillite et entend bien redresser la barre en renouvelant les collections pour attirer une nouvelle clientèle. Malgré ses diverses tentatives et l’arrivée du styliste Raoul De La Riva, les affaires ne semblent pas reprendre. D’autre part, la relation qu’entretient Alberto avec son amour de jeunesse, Ana, couturière aux galeries, pourrait tout mettre à mal.
Pour sauver les galeries Velvet, Alberto est contraint d’épouser Cristina, la fille de Gerardo Otegui. En échange, l’homme d’affaires lui offre une confortable aide financière. Désemparé par cette situation, Alberto accepte la proposition, mais n’en oublie pas moins Ana.

### Deuxième saison (2014-2015)
1. L'épingle du jeu
2. L'envol
3. La nouvelle styliste
4. De fil en aiguille
5. Lady Rubis
6. New York, New York
7. La déclaration
8. L'invitée surprise
9. La nuit des rois
10. L'heure de vérité
11. Le bonheur des retrouvailles
12. La promesse
13. Des noces et des larmes

La chanteuse Birdy est fan de la série et a créé à l'occasion de sa venue sur le tournage de la seconde saison, son titre WINGS qui figure sur la bande originale et qui par la suite a été réutilisé maintes fois.
Synopsis :
De retour à Madrid après son voyage de noces avec Cristina, Alberto apprend que son beau-frère Enrique est devenu actionnaire majoritaire des galeries. Le problème est que les deux hommes ne s’entendent pas et ne voient pas les choses de la même manière.
Ana tente de refaire sa vie avec Carlos, un pilote de la compagnie aérienne Airsa pour qui les galeries Velvet vont confectionner les nouveaux uniformes. Ana devient la styliste de cette future ligne de vêtements.
Isabel, la mère d’Alberto refait surface après des années d’absence. Juste avant de mourir, elle fait promettre à son fils de se battre pour ce qui le rend heureux. Suivant les derniers conseils de sa mère, Alberto avoue à Cristina qu’il n’a jamais été amoureux d’elle et qu’il a toujours aimé Ana.

### Troisième saison (2015)
La troisième saison de Velvet est diffusée à partir de septembre 2015 en Espagne. Le tournage de celle-ci s'avère compliqué puisqu'il est prévu dès le départ que Miguel Angel Silvestre s'absente temporairement afin de tourner la série Sense8. Les scénaristes justifient cette absence en faisant disparaitre Alberto Marquez durant la moitié de la saison. Pour combler ce vide, la production fait un choix surprenant en intégrant l'acteur italien Francesco Testi inconnu en Espagne et ne parlant pas la langue. À la suite de l'échec de la série sur M6, la chaîne a décidé de ne pas acquérir les droits des deux dernières saisons, la saison 3 de Velvet est sortie depuis le 4 avril 2017 en version sous-titrée française. En France, cette saison sort directement en dvd en version originale sous-titrée.
1. L'homme de l'année
2. Être ou ne pas être
3. Un Bel anniversaire
4. Deux hommes et une tétine
5. Faites vos jeux
6. Retours
7. L'attente
8. Jour et Nuit
9. Un Coup d'éclat
10. Ne dis pas adieu
11. Un océan d'écart
12. L'incertitude
13. La vie continue…
14. Le Vent du changement
15. Vive les mariés

Synopsis :
Ana a rompu avec Carlos et vit désormais pleinement sa relation avec Alberto. Ce dernier a demandé la nullité de son mariage avec Cristina. Prête à tout pour se venger et récupérer Alberto, Cristina lui fait croire qu’elle est enceinte. Elle porte en réalité l’enfant de son secrétaire avec qui elle avait planifié une relation dans le seul but de tomber enceinte.
Cristina s’associe avec Barbara et Patricia pour lancer la première ligne de bijoux Velvet dans le but notamment de s’imposer dans les galeries et s’épanouir professionnellement.
Cristina ne supporte pas de voir Alberto et Ana ensemble. Elle multiplie les actions pour anéantir Ana et ira jusqu’à lui dévoiler la liaison d’un soir qu’a eu Alberto avec Sara Ortega, la fille du fondateur d’Airsa. Ana, poussée à bout, décide de rompre. Alberto apprend également qu’il n’est pas le père de l’enfant porté par Cristina. Ruiné et désemparé, Alberto a perdu Ana et l’enfant qu’il pensait avoir de Cristina, il plonge dans une profonde tristesse avant de révéler sa colère. La situation n’étant plus supportable, il décide de tout abandonner en vendant les galeries à Enzo Cafiero, un puissant homme d’affaires italien. Avant de céder les galeries, Alberto pose ses conditions dont la principale est en faveur d’Ana. Il veut s’assurer qu’elle pourra exercer son talent librement. Cafiero accepte et lui promet de faire d’Ana une star internationale de la mode.
Alberto quitte Madrid pour La Havane sans faire d’adieu à personne, sauf à Mateo, son fidèle associé. Lorsque Ana l’apprend, elle n’a qu’un souhait, le faire revenir et lui dire combien elle l'aime. Elle se précipite à l’aéroport pour tenter de l’empêcher de partir, mais c’est trop tard, l’avion qu’a pris Alberto a décollé. De retour aux galeries, un message diffusé à la radio annonce que l’avion à destination de La Havane a eu un terrible accident. Ana s’effondre. Elle demande de l’aide à Carlos qui accepte de vérifier les listes d’embarquement.
Après quelques investigations, Carlos découvre qu’Alberto n’est finalement jamais monté dans cet avion pour La Havane ; il décide de cacher la vérité à Ana en lui confirmant qu’il est bel et bien mort.
Ana apprend quelques jours plus tard qu’elle est enceinte. Elle porte l’enfant d’Alberto et va désormais se battre pour lui. Elle reçoit le soutien de Carlos qui tente de la reconquérir, sans se douter que celui-ci est l'instigateur d'un horrible mensonge.
Cristina prise d’une violente crise de folie à la suite de la découverte de la grossesse d’Ana, tente de la tuer. Son geste est stoppé par Enrique qui l’envoie directement dans un hôpital psychiatrique.
Ana accouche le jour du mariage de Mateo et Clara d’un fils qu’elle prénommera Alberto.

### Quatrième saison (2016)
- Le tournage de la quatrième saison démarre le 7 mars 2016. Après des spéculations, la chaîne Antena 3 dévoile un premier synopsis qui apprend aux téléspectateurs que la série fait un bond dans le temps de cinq ans pour se dérouler dans les années 1960[18]. Le casting compte de nouvelles incorporations dont Aitor Luna et l'actrice Concha Velasco qui est la tante de Manuela Velasco, l'actrice qui joue le rôle de Cristina Otegui[19].
- Miguel Ángel Silvestre tarde à rejoindre le tournage de cette quatrième saison, il revient finalement en juin 2016[20] Peu de temps après le tournage s'achève définitivement et on apprend que la quatrième saison sera la dernière de la série[21].
- Le premier épisode de la saison 4 est projeté en avant-première au Festival de Vittoria au Pays basque en septembre 2016[22].

1. Bienvenu dans les années 60
2. Plus qu'un joli visage
3. Dis moi ton secret
4. L'ennemi est à l'intérieur
5. Une décision difficile
6. L'heure de vérité
7. En jeu
8. Prêt-à-porter
9. Cadeaux inattendus
10. Et puis… il est venu
11. Le grand jour (FINAL)

Synopsis :
Cinq ans se sont écoulés depuis la présumée mort d'Alberto. Ana, après avoir parcouru le monde pour développer sa carrière de styliste, revient aux galeries Velvet. Alors que Raùl de la Riva créé une collection masculine pour les galeries, Ana, dont le nouveau directeur Marco fait tout pour la voir échouer, cherche une boutique afin de créer une ligne de prêt-à-porter féminin pour le compte de Velvet.
De leur côté, Mateo et Clara sont séparés. Mateo est désormais directeur de publication pour un magazine. Ana lui demande de reprendre son poste aux galeries afin de persuader Marco, le nouveau directeur des galeries, du potentiel de sa ligne de prêt-à-porter. Comment évolueront les relations de Clara et Mateo ?
Christina, de son côté, rencontre une femme qui prétend être la collaboratrice d'Alberto qui serait vivant. Bien décidée à faire la lumière sur cette information, elle se rapprochera de Carlos, mais taira cette nouvelle à Ana.
Malheureusement, Rita apprend qu'elle souffre d'un cancer. Comment l'annoncer à son mari Pedro et à sa meilleure amie Ana ? Comment financer l'opération qui permettrait de sauver la vie de Rita ? Pedro, accablé, va prendre des décisions lourdes de conséquence.
Quant à Patricia, toujours mariée à Valentin, elle continue d'entretenir une liaison avec Enrique. Mais une nouvelle va l'obliger à se rapprocher de son mari. Enrique est fou de jalousie.
Carlos demande Ana en mariage. Va-t-elle accepter ? Apprendra t-elle à temps qu'Alberto est toujours en vie ?
Cette ultime saison, riche en évènements sombres et douloureux, réserve quelque bonnes surprises et un final réjouissant, hormis pour deux des protagonistes féminines…

## Récompenses
- 2015 : Neox Fan Awards de la meilleure actrice pour Paula Echevarría
- 2015 : Montée Ibérique Awards
  - meilleur acteur de télévision pour Miguel Ángel Silvestre
  - meilleure série espagnole diffusée à la télévision française pour Ramon Campos, Theresa Fernandez-Valdès et Gema R Neira
- 2016 : Montée Ibérique Awards
  - meilleure actrice de télévision pour Paula Echevarría
  - meilleur acteur de télévision pour Javier Rey
  - meilleure actrice dans un second rôle pour Cecilia Freire
  - meilleur méchant de télévision pour Francesco Testi
  - meilleure série télévisée pour Ramon Campos, Theresa Fernandez-Valdès et Gema R Neira
  - meilleure série espagnole diffusée à la télévision française pour Ramon Campos, Theresa Fernandez-Valdès et Gema R Neira

## Nominations
Pour avoir plus de détails sur les nominations concernant VELVET consultez : la page Wikipédia en espagnol
- 2014 : Fotogramas de Plata
  - Meilleure actrice dans un second rôle à la télévision pour Cecilia Freire
  - Meilleur acteur dans un second rôle à la télévision pour Asier Etxeandia
- 2014 : Premios Iris
  - Meilleure fiction historique
  - Meilleur directeur de la photographie et éclairage pour Jacob Martinez
  - Meilleur réalisateur pour une série pour Jorge de Sotto et Carlos de Dorremochea
  - Meilleure bande originale pour Lucio Godoy
- 2014 : Premios MIM Series
  - Meilleure série dramatique
  - Meilleure réalisation
  - Meilleur acteur dans une série dramatique pour Miguel Ángel Silvestre
  - Meilleure actrice dans une série dramatique pour Paula Echevarría
- 2014 : Neox Fan Awards
  - Meilleur acteur à la télévision pour Miguel Ángel Silvestre
  - Meilleure actrice à la télévision pour Paula Echevarría
  - Meilleur couple télévisée pour Paula Echevarría et Miguel Ángel Silvestre
- 2014 : C21 International Drama Awards
  - Meilleure série dramatique étrangère et non tournée en anglais
- 2015 : Premios de la Unión de Actores
  - Meilleure actrice dans un second rôle pour Cecilia Freire
  - Meilleur acteur dans un rôle principal pour Diego Martín
- 2015 : Premios MIM Series
  - Meilleure actrice principale pour Paula Echevarría
- 2015 : Neox Fan Awards
  - Meilleur acteur à la télévision pour Miguel Ángel Silvestre
  - Meilleur acteur à la télévision pour Adrián Lastra
  - Meilleure actrice à la télévision pour Marta Hazas
  - Meilleur couple télévisé pour Paula Echevarría et Miguel Ángel Silvestre
- 2015 : Montée Ibérique Awards
  - Meilleure actrice de télévision pour Manuela Velasco
  - Meilleure actrice de télévision pour Paula Echevarría
  - Meilleure actrice dans un second rôle pour Cecilia Freire
  - Meilleure actrice dans un second rôle pour Marta Hazas
  - Meilleure actrice dans un second rôle pour Miriam Giovanelli
  - Meilleur acteur dans un second rôle pour Javier Rey
  - Meilleur méchant pour Manuela Velasco
  - Meilleure série pour Ramon Campos, Theresa Fernandez-Valdès et Gema R Neira
- 2016 : Premios Feroz de la Meilleure actrice dans un second rôle pour Cecilia Freire
- 2016 : Meilleur acteur dans un second rôle pour Asier Etxeandia (Montée Ibérique Awards)
- 2017 : Globe de Cristal de la Meilleure série télévisée étrangère (à l'occasion de la diffusion de la saison 2 sur Téva)

## Spin-off: Velvet Colección
Selon la Montée Ibérique, le final de la série a laissé un goût d'inachevé, ce qui laisse place à un spin-off. Les acteurs sembleraient tous d'accord, selon Teresa Valdés productrice de la série.
Le 11 février 2017, le site La Montée Ibérique confirme que Velvet aura une suite de dix épisodes baptisée Velvet Colección. Clara Montesinos (Marta HAZAS) et Mateo Ruiz Lagasca (Javier REY) seront les principaux protagonistes de cette nouvelle série.
Après avoir passé cinq ans à New York avec Alberto et leur fils, Ana Ribera revient en Espagne pour donner une nouvelle direction à son projet. Alberto et elle ont dirigé l’entreprise à distance et ont réussi, avec l’aide de tous leurs collègues et amis, à faire en sorte que Velvet reste une référence en matière de mode et d’innovation.
L’entreprise a ouvert une succursale à Barcelone, tous les personnages quittent Madrid pour s’y installer et continuer l’expansion de Velvet.
La diffusion du premier épisode est prévue pour le 22 septembre 2017 sur la chaine Movistar+.
Au casting : Marta Hazas, Javier Rey, Paula Echeverria, Adrian Lastra, Aitana Sánchez-Gijón, Asier Etxeandia, José Sacristan et Adriana Ozores.
Paula Echeverria ne devait paraitre que dans les deux premiers épisodes de ce spin-off.
Les premières images du tournage ont été révélées par le site La Montée Ibérique et par la suite une vidéo a été publiée.

## Commentaires
- La saison 2 de la série Velvet a été diffusée à partir d'octobre 2014 et a rencontré un véritable succès avec plus de trois millions de téléspectateurs par épisode[4].
- Le tournage de la troisième saison a commencé en été 2015 pour une diffusion prévue entre septembre en Espagne. La série arrive à réunir trois millions de téléspectateurs par épisode. Les scénaristes ont choisi de centrer leur intrigue sur le couple Ana/Alberto[24].
- En France, le coffret DVD de la seconde saison est sorti avant sa diffusion sur Téva.
- En Espagne, un CD est sorti en 2014 et regroupe les chansons phares de la série[25].
- Le tournage de la quatrième saison démarre le 7 mars 2016[26]. La fiction fera un bond de cinq ans dans le temps pour se plonger dans l'Espagne des années 1960[18]. Des images du tournage sont régulièrement publiées[27]. Pour faire patienter les fans, l'actrice Paula Echevarria a donné une première interview et dévoilé quelques lignes de l'intrigue[28]. Miguel Angel Silvestre fait son arrivée sur le tournage en juin[20]. Le 19 juillet 2016, par le biais du compte Twitter d'Antena 3 la fin de la série a été confirmée après quatre saisons.
- En 2016, la diffusion de la série en clair sur M6 est déprogrammée deux fois à cause d'audiences décevantes : En janvier 2016 pour la saison 1 et en août 2016 pour la saison 2[10].
- Le final de Velvet a été diffusé en Espagne en direct du plateau de tournage[11] ! Et pour ce finale tous les acteurs étaient présents, nous confie le magazine La Montee Ibérique !

## Produits dérivés
En quelques années, la série est devenue culte au point d'avoir une longue gamme de produits dérivés allant de son propre parfum à une série de meubles pour recréer les décors de la fiction.
Antena 3, qui a diffusé les épisodes en Espagne, propose une visite à 360° des galeries Velvet.

## Anecdotes
- Amaia Salamanca était enceinte lorsqu'elle a proposé aux scénaristes de la série d'intégrer le casting[31].
- Amaia Salamanca a travaillé de nombreuses années avec Miguel Angel Silvestre[32].
- Manuela Vellés qui interprète Luisa dans la série envisage de se lancer dans une carrière de chanteuse à la suite de l'évolution de son personnage[33].
- Cristina Ortegui est le premier grand rôle sur le petit écran de Manuela Velasco[34].
- Javier Rey[35] qui interprète Mateo avait déjà travaillé avec Manuela Velasco, Manuela Vellés et Marta Hazas avant Velvet dans trois autres séries[35].
- Marta Hazas et Amaia Salamanca ont fait deux séries ensemble avant Velvet[36].
- Marta Hazas rêvait de jouer dans une série sur les années 1950[37].
- Asier Etxeandia a passé le casting de la série pour plusieurs personnages avant d'interpréter Raúl de la Riva[38].
- Adrián Lastra qui joue Pedro était impressionné par le casting de la série[39].
- La série réunira pour la première fois sur un plateau de tournage les Manuela Velasco et Concha Velasco qui sont de la même famille pour la saison 4 de Velvet[19].
- Manuela Velles et Javier Rey avaient déjà travaillé ensemble dans une série des créateurs de Velvet : Hispania La Leyanda
- Le rôle qu'il tient dans la série et sa suite a permis à Asier Etxeandia de se faire remarquer par le grand réalisateur : Pedro Almodóvar qui lui a confié un personnage dans son long-métrage : Douleur et Gloire.